# Natti Natasha
Natalia Alexandra Gutiérrez Batista, més coneguda com a Natti Natasha (Santiago de los Caballeros, República Dominicana, 10 de desembre de 1986) és una cantant i compositora dominicana.

## Carrera
Natti Natasha va guanyar terreny en la indústria al mercat llatinoamericà amb participacions en diversos projectes discogràfics, com va ser la compilació dels temes Love is pain, dirigida i recolzada musicalment per qui s'hauria convertit en el seu mentor, Don Omar. En aquest disc també va sortir una primera versió de l'èxit internacional Dutty Love amb el mateix Don Omar, senzill que li va fer guanyar tres premis Billboard Latino, inclòs el de cançó de l'any. Arran del seu èxit, la seva veu va ser inclosa en altres cançons i remescles com ara: Tu recuerdo, Juntos podemos volar amb Henry Santos, Grind, Te dijeron (Remix) amb Plan B, entre d'altres, que van fer més notable la seva presència a la música americana.
Després de signar com a artista oficial de Orfanato Music Group, segell discogràfic fundat pel seu padrí musical Don Omar i que tenia a Universal Music Latin Entertainment com a distribuïdora, al juny de 2012 Apple Music, llavors anomenada iTunes, va donar la benvinguda a l'EP de Natti Natasha All About Me, sent aquest el seu primer material (en anglès) de compilació musical que surt a la venda en tota la seva carrera. Enmig d'un augment de notorietat en la indústria, Natti Natasha treu profit a la seva veu i forja una col·laboració de temàtica romàntica al costat de Farruko amb Crazy In Love, per a més tard concloure el seu contracte amb Don Omar i entonar a duo seu últim èxit de la mà del seu mentor, Perdido en tus ojos, que va sobrepassar els 100 milions de reproduccions a Vevo i va guanyar disc de platí a Espanya a través de PROMUSICAE.
L'artista, que va incórrer en el reggaeton i en el pop llatí durant el seu desenvolupament artístic, ha estat premiada en els premis Reggaeton Itàlia Awards, Billboard o els Premis Tu Mundo, entre altres importants celebracions que reconeixen el talent llatí. Natti Natasha i les seves reeixides interpretacions han generat elevades xifres de vendes a iTunes.
L'any 2018 va convertir-se en l'artista femenina més vista al Youtube amb més de 1.500.000.000 reproduccions per davant d'altres artistes com Ariana Grande, Dua Lipa, Cardi B o Taylor Swift. L'any 2019 va guanyar quatre premis Lo Nuestro, un d'ells pel gran èxit Sin Pijama (doble disc de platí a Espanya) que interpretà juntament amb Becky G.